# Mohamed Reda Ouamane
 (janvier 2020).
Si vous disposez d'ouvrages ou d'articles de référence ou si vous connaissez des sites web de qualité traitant du thème abordé ici, merci de compléter l'article en donnant les références utiles à sa vérifiabilité et en les liant à la section « Notes et références ».
Mohamed Reda Ouamane est un footballeur algérien né le 26 juin 1983 à Oran. Il évoluait au poste de gardien de but.

## Palmarès
- Champion d'Algérie en 2010 avec le MC Alger.
- Vainqueur de la coupe d'Algérie en 2007 avec le MC Alger.
- Vainqueur de la supercoupe d'Algérie en 2006 et 2007 avec le MC Alger.